# عصام محمد مسلط
عصام محمد مسلط (1971-) هو مؤرخ فلسطيني ولد في مدينة أريحا، حيث تلقى تعليمه الإبتدائي في مدرسة ذكور الأمعري الأساسية، والمرحلة الثانوية في مدرسة ذكور رام الله الثانوية، حصل على درجة البكالوريوس من جامعة بيرزيت بتخصص التاريخ والعلوم السياسية، ودرجة الماجستير من الجامعة نفسها. قام بإعداد بحثين الأول بعنوان " قطاع الصناعة الفلسطيني 1948-1996 "، والثاني بعنوان " العلاقة بين النظام الهاشمي والحركة الصهيونية "، وحصل على درجة الدكتوراة من جامعة النيلين في السودان وموضوعها: "حكومة عموم فلسطين ومنظمة التحرير الفلسطينية " عام 2005.

## أبحاثه
صدر لعصام مسلط عدة أبحاث منها:
1. سياسة التبعية واندلاع الحرب العالمية الأولى.
2. مفهوم السياسة والحكم في العالم العربي.
3. نشأة المملكة المغربية الحديثة.
4. الإستراتيجية الصهيونية تجاه شرق الأردن.
5. النظام السياسي العربي المعاصر.
6. مفهوم المنهاج وتطوره عبر التاريخ.